# Out of Time (album)
Out of Time is het zevende studioalbum van de Amerikaanse band R.E.M.. Het album werd in 1991 uitgebracht op het Warner Bros.-label. Het album betekende met hun grootste hit Losing My Religion de internationale doorbraak van de band.

## Composities
Alle muziek en teksten zijn geschreven door Bill Berry, Peter Buck, Mike Mills en Michael Stipe. 
| 1.                 | Radio Song         | 4:13 |
| 2.                 | Losing My Religion | 4:26 |
| 3.                 | Low                | 4:55 |
| 4.                 | Near Wild Heaven   | 3:17 |
| 5.                 | Endgame            | 3:48 |
| 6.                 | Shiny Happy People | 3:45 |
| 7.                 | Belong             | 4:05 |
| 8.                 | Half a World Away  | 3:26 |
| 9.                 | Texarkana          | 3:37 |
| 10.                | Country Feedback   | 4:07 |
| 11.                | Me in Honey        | 4:06 |
| Totale duur: 44:08 |                    |      |